# Rikki-Tikki-Tavi (film 1965)
Rikki-Tikki-Tavi (ros. Рикки-Тикки-Тави) – radziecki film animowany z 1965 roku w reżyserii Aleksandry Snieżko-Błockiej powstały na podstawie utworu Rudyarda Kiplinga o tym samym tytule, pochodzącego ze zbioru Księga dżungli. Film powstał w moskiewskim studiu Sojuzmultfilm. Jego premiera odbyła się 3 czerwca.

## Obsada (głosy)
- Kłara Rumianowa jako Rikki
- Marija Winogradowa
- Gieorgij Wicyn jako ojciec Rikkiego
- Jelena Ponsowa jako szczur Chua
- Anatolij Papanow jako Nag
- Serafima Birman jako Nagaina/Chuchundra

## Animatorzy
Galina Barinowa, Olga Orłowa, Wadim Dołgich, Tatjana Taranowicz, Anatolij Solin, Boris Czani, Elwira Masłowa, Konstantin Czikin, Władimir Krumin, Boris Butakow, Wiktor Arsientjew, Jelizawieta Komowa